# Kadovar
Kadovar, także Blosseville Island i Keruar – niewielka wyspa wulkaniczna w archipelagu Schouten Islands u północnych wybrzeży Nowej Gwinei, utworzona przez stratowulkan. Pierwsza odnotowana erupcja wulkanu miała miejsce w styczniu 2018 roku.

## Położenie
Kadovar leży w archipelagu Schouten Islands u północnych wybrzeży Nowej Gwinei, ok. 25 km od ujścia rzeki Sepik. 

## Opis
Kadovar to niewielka (niecałe 2 km średnicy) wyspa wulkaniczna – wynurzony szczyt holoceńskiego stratowulkanu andezytowego. Na szczycie wulkanu znajduje się kopuła wulkaniczna (365 m n.p.m.). Wzdłuż wybrzeża ciągną się zastygłe strumienie lawy. Na krawędzi krateru znajduje się osada Gewai.
Brakuje wiarygodnych informacji o erupcjach historycznych. W 1976 roku zarejestrowano wzmożoną aktywność termiczną.
5 stycznia 2018 roku odnotowano pierwszy w historii obserwacji wybuch wulkanu, przez co ewakuowano mieszkańców wyspy, m.in. na sąsiednią wyspę Blup Blup.